# Roger Dajoz
Roger Dajoz (* 22. August 1929 in Paris; † 10. März 2019 im 17. Arrondissement, Paris) war ein französischer Biologe, Ökologe und Entomologe sowie Professor am Muséum national d’histoire naturelle.

## Leben
Dajoz absolvierte 1954 als Student die Agrégation in Biologie an der École normale supérieure Lettres et sciences humaines in Saint-Cloud. Von 1955 bis 1961 war er Lehrer am Lycée Marcelin-Berthelot in Saint-Maur-des-Fossés und unterrichtete anschließend als wissenschaftlicher Oberassistent in vergleichender Wirbeltieranatomie und Entomologie an der wissenschaftlichen Fakultät der Sorbonne. Nach seiner Promotion zum Doktor wurde Dajoz im 1962 zum stellvertretenden Direktor des Lehrstuhls für allgemeine Ökologie am Muséum national d’histoire naturelle ernannt. Nach seiner Pensionierung im Jahr 1985 absolvierte Dajoz lange Studienaufenthalte in Arizona, Kalifornien und Texas.
Als Entomologe studierte Dajoz verschiedene Aspekte (Systematik, Ökologie, Biogeographie) zweier Gruppen von Käfern: saproxyle Arten, d. h. Totholz bewohnende Arten, und Arten der Bodenfauna, die hauptsächlich zu den Familien der Laufkäfer und der Schwarzkäfer gehören. In diesem Rahmen führte er Studien in verschiedenen Institutionen oder vor Ort durch, darunter in Italien, Portugal, Jugoslawien, Griechenland, Rumänien, Bulgarien, den Kanarischen Inseln sowie in Nordamerika. Während seiner Untersuchungen widmete er sich außerdem verschiedenen Fragestellungen der Forstentomologie und der Ökologie.
Dajoz war Mitglied der Société entomologique de France. Er veröffentlichte mehr als 200 Schriften über Ökologie, Biologie sowie Entomologie, darunter die wissenschaftlichen Erstbeschreibungen zu den Arten Esarcus besucheti (1964), Esarcus franzi (1964), Esarcus inexpectatus (1964), Derolathrus insularis (1973), Sarothrias indicus (1978), Paha guadalupensis (1984), Salebius hirsutus (1988), Uleiota texana (1989), Trechus alinae (1990), Trechus apache (1990), Narthecius arizonicus (1992), Calosoma dawsoni (1997), Cercyon arizonicus (1997), Rhadine albamontana (1998), Dyschirius chiricahuae (2004), Dyschirius owen (2004), Dyschirius soda (2004), Anillinus nantahala (2005), Dyschirius wayah (2005) sowie Trechus rivulis (2005).
Dajoz war mit Aline Langevin, einer Englischlehrerin und Enkelin des französischen Physikers Paul Langevin, verheiratet. Sie hatten zwei Töchter, Isabelle Dajoz, Biologin und Professorin an der Universität Paris VII, und Hélène Dajoz, Professorin für Mathematik.

## Dedikationsnamen
Colin Johnson benannte 1974 die südafrikanische Käferart Corticarina dajozi aus der Familie der Moderkäfer zu Ehren von Roger Dajoz.

## Schriften (Auswahl)
- La vie dans les fonds marins, coll. «Savoir et Connaître», 1958
- Que sais-je ?: Les insecticides, 1959
- Catalogue des coléoptères de la Forêt de la Massane, Masson, 1965
- Écologie et biologie des Coléoptères xylophages de la hêtraie, 1966
- Précis d’écologie, 1970
- Dynamique des populations, 1974
- Coléoptères Colydiidae et Anommatidae de la Jaune paléarctique, 1977
- Insectes Coléoptères: Colydiidae et Cerylonidae – Faune de Madagascar, 1980
- Éléments pour une histoire de l’écologie: la naissance de l’écologie moderne au XIXème siècle, 1984
- Les Insectes et la forêt: rôle et diversité des Insectes dans le milieu forestier, 1998
- Les Coléoptères Carabidés et Tenebrionidés, 2002